# Branko Matić
Branko Matić (Šibenik, 1919. – Šibenik, 16. prosinca 2012.) bio je hrvatski kazališni, televizijski i filmski glumac.

## Filmografija

### Televizijske uloge
- "Ča smo na ovon svitu..." kao Mate (1973.)

### Filmske uloge
- "Kanjon opasnih igara" kao gostioničar (1998.)
- "Ero s onoga svijeta" kao Budalina Tale (1982.)
- "Servantes iz Malog Mista" kao voditelj limene glazbe na umoru (1982.)
- "Vlak u snijegu" kao ložač u lokomotivi (1976.)
- "Predstava Hamleta u Mrduši Donjoj" (1973.)
- "Sutjeska" kao tifusar koji krade konja (1973.)
- "Mreže" (1972.)
- "Kozara" kao cigan s violinom (1962.)
- "Kota 905" kao pratilac majora Momira (1960.)
- "Vlak bez voznog reda" kao nepovjerljivi seljak iz Doljana (1959.)
- "Putnici sa Splendida" (1956.)
- "Bakonja fra Brne" kao Stipan (1951.)

## Vanjske poveznice
- Branko Matić u internetskoj bazi filmova IMDb-u (engl.)